# جيف أوستين
جيف أوستين (بالإنجليزية: Jeff Austin)‏ هو لاعب كرة قاعدة أمريكي، ولد في 19 أكتوبر 1976 في سان بيرناردينو في الولايات المتحدة.

## وصلات خارجية
- جيف أوستين على موقعبيزبول رفرنس.كوم (الدوري الرئيسي) (الإنجليزية)
- جيف أوستين على موقعبيزبول رفرنس.كوم (الدوري الثانوي) (الإنجليزية)
- جيف أوستين على موقع مشجعي الرسوم البيانية (الإنجليزية)